# 베이징 BJ90
베이징 BJ90(영어: Bejing BJ90)은 베이징 자동차에서 2016년부터 2023년까지 생산했던 풀사이즈 럭셔리 SUV이다.
출고 당시 가격은 998,000위안이었다.